# Élections municipales sud-africaines de 1995-1996
Les élections locales sud-africaines du 1er novembre 1995 (pour 8 des 9 provinces) et de mai-juin 1996 (pour Le Cap et le KwaZulu-Natal) sont les premières élections locales de l'Afrique du Sud post-apartheid. 
Ces élections municipales sont les premières élections affectant les gouvernements locaux depuis la fin de l'apartheid et de la domination institutionnelle de la population blanche d'Afrique Sud. Elles sont organisées sur deux périodes, le scrutin ayant été repoussé pour la ville du Cap et la province du KwaZulu-Natal en raison de désaccords sur la délimitation de plusieurs circonscriptions. 

Sur l'ensemble des deux scrutins électoraux, le taux de participation se révèle décevant (48,79 %). Lors du scrutin organisé dans 8 des 9 provinces le 1er novembre 1995, l'ANC sort victorieuse, remportant la majorité des sièges dans près de 400 conseils municipaux sur 661. Dans la ville du Cap et dans la province du KwaZulu-Natal, où les électeurs sont appelés à voter en mai et juin 1996, le Parti national (NP) et l'Inkatha Freedom Party réalisent leurs meilleurs scores. 
Si le Front de la liberté et le Parti démocratique s'en sortent aussi convenablement par rapport aux précédentes élections générales, le Parti conservateur (qui avait boycotté les élections générales sud-africaines de 1994) et le Congrès panafricain d'Azanie sont laminés.

## État des lieux
Au contraire des élections précédentes de 1988, ce sont les premières élections municipales non ségréguées et les premières où les villes et communes blanches sont indissociablement liées aux townships et ghettos noirs, métis ou indiens.
Organisés par des conseils municipaux de transition (amalgamant les représentants des anciennes structures municipales blanches et noires), un nouveau découpage communal dut être établi ainsi que des nouvelles listes électorales. L'ancien scrutin majoritaire à un tour par circonscription est ainsi remplacé par un scrutin mixte où l'électeur doit voter deux fois : la première fois pour désigner son candidat dans la circonscription où il vote et la seconde fois pour choisir une liste de parti politique. Les conseils municipaux seront ainsi composés à 60 % de représentants élus au scrutin uninominal par circonscription et à 40 % élus à la proportionnelle. 
Dans les grandes villes et mégapoles telle Johannesbourg, les électeurs doivent déposer un troisième bulletin de vote pour élire les membres du conseil métropolitain et des conseils de banlieue. 
L'ordre et la lutte contre la criminalité figurent au centre des programmes électoraux des partis d'opposition alors que ces thèmes sont du ressort du gouvernement central et des gouvernements provinciaux.

## Résultats nationaux
Sur fond de faible participation (51,37% de participation), le congrès national africain s'impose en novembre 1995 avec 66,37 % des suffrages exprimés (dans 8 des 9 provinces), 63,78 % des sièges et la majorité dans près de 400 conseils municipaux sur 661. Le parti national arrive en seconde position avec 16,22 % des voix. Arrivent ensuite des candidats indépendants (8,5 % des sièges au total), le front de la liberté (4,03%) et différentes associations de contribuables blancs (4 % au total). Le Congrès panafricain obtient 1,42 % des suffrages, juste devant le Parti conservateur (1,15 %). L'Inkatha Freedom Party est laminée (0,71%) mais elle ne peut disposer, lors de ces élections municipales de novembre, de son fief du Kwazulu-Natal où les élections ont été reportées, tout comme pour la ville du Cap, aux mois de mai-juin 1996. 
Lors élections complémentaires de juin 1996 au KwaZulu-Natal, le score de l'Inkatha, grâce au vote des zones rurales, lui permet de finalement frôler les 9% des voix au niveau national. 
Finalement, l'ANC remporte 58,02 % des voix devant le parti national (18,02 %). 
|       | Partis                            | Leaders               | Votes     | %      | Sièges |
| ----- | --------------------------------- | --------------------- | --------- | ------ | ------ |
|       | Congrès national africain         | Nelson Mandela        | 5 033 855 | 58,02  | 6032   |
|       | Parti national                    | Frederik de Klerk     | 1 563 465 | 18,02  | 1814   |
|       | Inkatha Freedom Party             | Mangosuthu Buthelezi  | 757 704   | 8,73   | 754    |
|       | Parti démocratique                | Tony Leon             | 302 006   | 3,48   | 138    |
|       | Front de la liberté               | Constand Viljoen      | 230 845   | 2,66   | 159    |
|       | Congrès panafricain d'Azanie      | Motsoko Pheko         | 104 455   | 1,2    | 27     |
|       | Parti conservateur                | Ferdinand Hartzenberg | 68 595    | 0,79   | 57     |
|       | Parti chrétien-démocrate africain | Kenneth Meshoe        | 66 985    | 0,77   | 8      |
|       | Autres                            |                       | 422 587   | 4,27   | 1097   |
| Total | Total                             | Total                 | 8 619 065 | 100,00 | 11 368 |

### Résultats locaux
Lors des élections de novembre 1995, dans le Gauteng, l'ANC s'impose à Springs, Krugersdorp, Boksburg et Randfontein et remporte 145 circonscriptions à Johannesbourg contre 45 au parti national. Ce dernier remporte Centurion et se partage avec l'ANC le conseil municipal et le conseil métropolitain de Pretoria  (20 sièges chacun des 42 sièges du conseil municipal) alors que le parti conservateur, qui avait obtenu 45% des sièges en 1988, ne remporte aucune circonscription de la ville. 
Dans l'état libre d'Orange, l'ANC s'empare  notamment des conseils municipaux de Bloemfontein, Winburg, Wepener, Trompsburg, Philippolis, Ventersburg, Brandfort, Dewetsdorp et Zastron tandis que le NP remporte la localité rurale de Thaba Phatswa et que des candidats indépendants s'imposent à Vredefort et Paul Roux.
Au nord-Transvaal, à Pietersburg, l'ANC échoue à remporter la majorité des sièges et se retrouve à égalité avec l'opposition (NP, front de la liberté et parti conservateur). 
Au Cap-Oriental, l'ANC l'emporte facilement à King William's Town, remporte de justesse Kareedouw face au NP et s'impose à Aliwal North. Le NP remporte de son côté les villes de Graaff-Reinet, Willowmore, Steytlerville et Aberdeen.
Dans le Cap-Nord, l'ANC remporte Springbok, Kimberley et Upington totalisant finalement, hors Kimberley, plus de 198 sièges contre un peu plus de 161 au NP. Au Nord-Ouest, les villes tombent toutes entre les mains de l'ANC à l'instar de Mmabatho, Klerksdorp, Vryburg et des anciennes villes conservatrices de Rustenburg, Lichtenburg, Ventersdorp, Coligny et Schweizer-Reneke.
Au Cap-Occidental, dans 63 des 95 villes, le NP comptabilise 186 sièges contre 177 sièges pour les indépendants, 174 sièges pour l'ANC et 2 sièges pour le parti démocratique. L'ANC remporte de notables victoires à Beaufort West, Worcester, Swellendam, Riversdale, Paarl et Saldanha Bay. Le NP remporte de son côté Clanwilliam, Yzerfontein et Murraysburg.
Six mois après les élections nationales dans huit des neuf provinces, le Parti national (NP) remporte le 29 mai 1996 les élections municipales organisées dans l'agglomération et la ville du Cap. Le succès du NP repose alors essentiellement sur le vote des quartiers blancs et sur le vote des Coloureds, majoritaires dans l'agglomération.
Enfin, le 26 juin 1996, lors des élections organisées au KwaZulu-Natal, l'ANC s'impose dans les centres urbains comme  Durban devant le parti national et l'Inkatha arrivée en troisième position dans les villes. Ce dernier prend sa revanche en remportant la plupart des localités des zones rurales.